# Forze aeree coinvolte nella seconda guerra mondiale
Segue una lista delle forze aeree coinvolte nella seconda guerra mondiale.
La lista si riferisce esclusivamente alle aeronautiche militari che parteciparono al conflitto: perciò le date di inizio e di fine della belligeranza si riferiscono alla prima e all'ultima operazione militare collegata con il conflitto mondiale eseguita dalla forza aerea in questione, indipendentemente dalla data della dichiarazione di guerra o della firma dell'armistizio da parte della nazione di appartenenza.

## Tabella
| Schieramento | Coccarda | Nome                                                                | Nazione                       | Belligerante dal   | al                |
| ------------ | -------- | ------------------------------------------------------------------- | ----------------------------- | ------------------ | ----------------- |
| Asse         |          | Luftwaffe                                                           | Germania nazista              | 1º settembre 1939  | 8 maggio 1945     |
| Alleati      |          | Polskie Lotnictwo Wojskowe                                          | Polonia                       | 3 settembre 1939   | 17 settembre 1939 |
| Alleati      |          | Royal Air Force                                                     | Regno Unito                   | 3-4 settembre 1939 | 1945              |
| Neutrale     |          | Aviation militaire                                                  | Belgio                        | 6 settembre 1939   | maggio 1940       |
| Asse         |          | Slovenské vzdušné zbrane                                            | Repubblica Slovacca           | 1939               | 1944              |
| Neutrale     |          | Kongelige Norske Luftforsvaret                                      | Norvegia                      | 9 aprile 1940      | fine aprile 1940  |
| Neutrale     |          | Componente aerea dello Hæren                                        | Danimarca                     | 9 aprile 1940      | 9 aprile 1940     |
| Neutrale     |          | Wapen der Militaire Luchtvaart                                      | Paesi Bassi                   | 10 maggio 1940     | 14 maggio 1940    |
| Asse         |          | Regia Aeronautica                                                   | Regno d'Italia                | giugno 1940        | 1945              |
| Neutrale     |          | Polemikí Aeroporía                                                  | Regno di Grecia               | 28 ottobre 1940    | primavera 1941    |
| Alleati      |          | Voenno-vozdušnye sily                                               | Unione Sovietica              | dicembre 1940      | 1945              |
| Neutrale     |          | Suomen ilmavoimat                                                   | Finlandia                     | dicembre 1940      | marzo 1941        |
| Alleati      |          | Jugoslovensko kraljevsko ratno vazduhoplovstvo i pomorska avijacija | Regno di Jugoslavia           | 6 marzo 1941       | aprile 1941       |
| Asse         |          | Magyar Légierő                                                      | Regno d'Ungheria              | aprile 1941        | 16 aprile 1945    |
| Asse         |          | Forțele Aeriene Regale ale României                                 | Romania                       | estate 1941        | 1944              |
| Alleati      |          | Suid-Afrikaanse Lugmag                                              | Sudafrica                     | novembre 1941      | N.D.              |
| Asse         |          | Dai-Nippon Teikoku Kaigun Kōkū Hombu                                | Impero giapponese             | 7 dicembre 1941    | 15 agosto 1945    |
| Alleati      |          | United States Army Air Forces                                       | Stati Uniti                   | 7 dicembre 1941    | 15 agosto 1945    |
| Asse         |          | Zrakoplovstvo Nezavisne Države Hrvatske                             | Stato Indipendente di Croazia | 1941               | 1945              |
| Alleati      |          | Componente aerea della United States Navy                           | Stati Uniti                   | 1941               | 1945              |
| Alleati      |          | Força Aérea Brasileira                                              | Brasile                       | 1942               | 1945              |
| Asse         |          | Aeronautica Nazionale Repubblicana                                  | Repubblica Sociale Italiana   | 4 gennaio 1944     | aprile 1945       |
| Alleati      |          | Componente aerea degli United States Marine Corps                   | Stati Uniti                   | N.D.               | 9 agosto 1945     |
| Alleati      |          | Armée de l'Air                                                      | Francia                       | N.D.               | N.D.              |
| Alleati      |          | Chung-Hua Min-Kuo K'ung-Chün                                        | Cina nazionalista             | N.D.               | N.D.              |
| Asse         |          | Dai-Nippon Teikoku Rikugun Kōkū Hombu                               | Impero giapponese             | N.D.               | N.D.              |
| Alleati      |          | Royal Australian Air Force                                          | Australia                     | N.D.               | N.D.              |
| Alleati      |          | Royal Canadian Air Force                                            | Canada                        | N.D.               | N.D.              |
| Alleati      |          | Royal New Zealand Air Force                                         | Nuova Zelanda                 | N.D.               | N.D.              |